# Национальный парк Банк-д’Арген

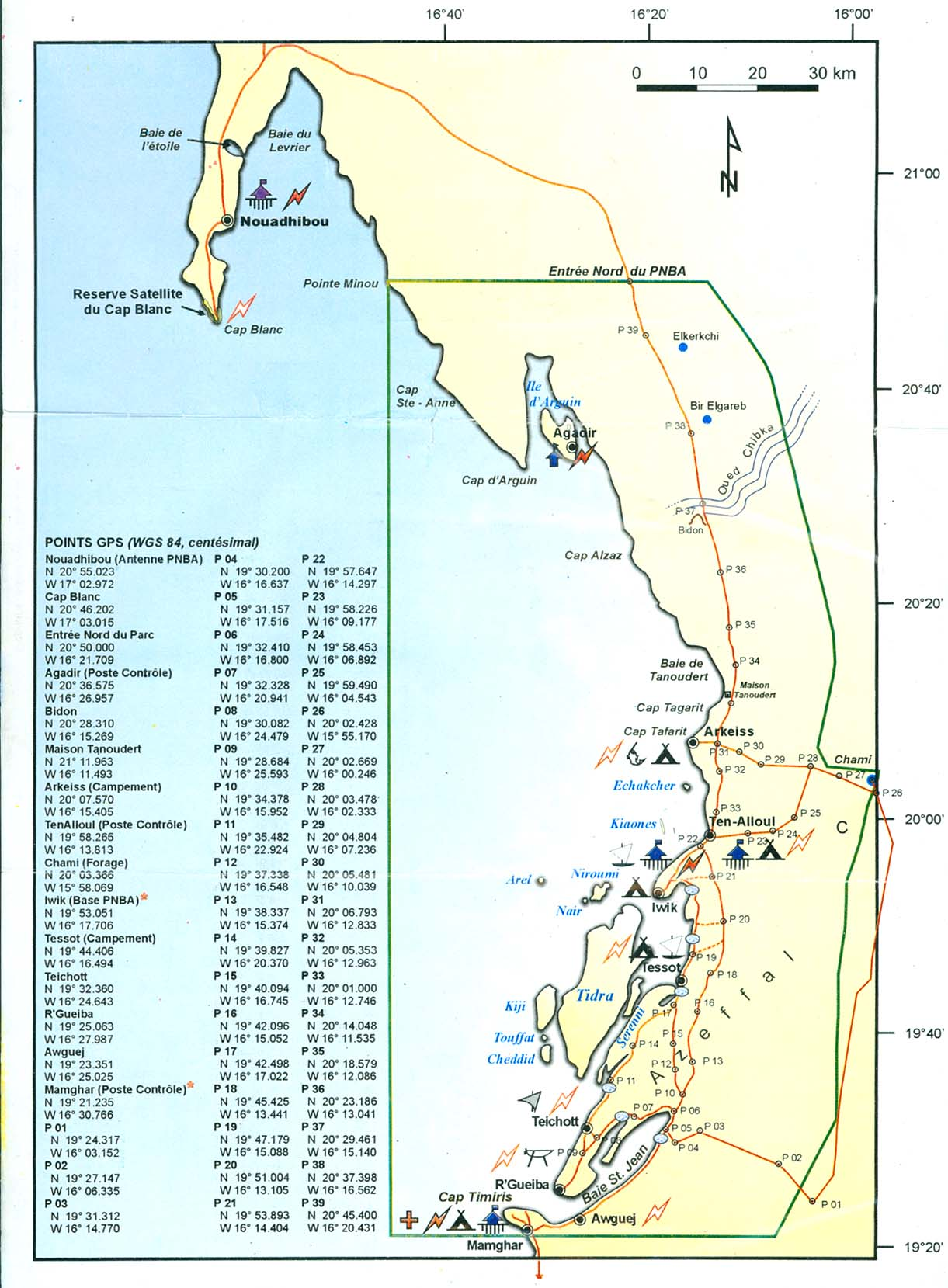
Карта национального парка Банк-д’Арген, включая острова Иль-де-Тидра и Арген

Национа́льный парк Банк-д’Арге́н (Бан-д’Арге́н фр. Parc National du Banc d'Arguin) расположен в Мавритании на побережье Атлантического океана между Нуакшотом и Нуадибу, включает песчаные дюны, прибрежные болота, небольшие острова и мелководье. С 1989 года был включён в список Всемирного наследия ЮНЕСКО благодаря ценным природным комплексам переходной зоны между пустыней и океаном. Парк изобилует мигрирующими птицами, которые прилетают сюда на зимовку. Также обитают несколько видов морских черепах, дельфины.

## История
24 июня 1976 года указом № 74 176/P/G создан национальный парк Банк-д’Арген, который стал самым крупным прибрежным парком Африки. В 1982 году согласно Рамсарской конвенции объекту придана международная важность. В 1986 году создана НПО Fondation Internationale du Banc d’Arguin (FIBA). В 1986 году в состав парка вошли резерваты Бей-ду-Леври и Лас-Кевесильяс. В январе 2000 года принят закон, ограничивающий на территории парка любую нетрадиционную деятельность.

## Географические характеристики
Площадь парка составляет 1 200 000 га, из которых 55 % — морская территория, 45 % — земля. Абсолютная высота варьируется от 5 м ниже уровня моря до 5 м над уровнем моря.
Парк является примером переходной зоны между пустыней Сахара и Атлантическим океаном. Представляет собой залив длиной 300 км с береговой линией из песчаных дюн, заболоченных территорий, мангровых болот, лабиринтов каналов и бухт, маленьких островов и песчаных отмелей. Залив включает Иль-де-Тидра — крупнейший остров размером 8 на 35 км — и 14 островов размерами более 1 км в ширину и 5 км в длину. Преобладающие пассаты между мысами Бланк и Тимирис сформировали из береговой линии песчаные бухты. Берег низкий, превышение самого высокого берега над самым низким составляет всего 5 м.
Берег расположен на границе умеренной и тропической климатических зон. Существует большой контраст температур между влажным воздухом побережья, охлаждаемого океанской водой, и пустынными температурами материковой части. Преобладающие северо-восточные пассаты из Сахары и северо-западные над океаном сильно влияют на климат местности. Отмечаются ветра скоростью более 8 м/с. Атмосферные осадки — не регулярные, в среднем составляют 34—40 мм в год. Из-за высокого испарения солёность воды возрастает с приближением к берегу. Холодный сезон — в январе—мае с минимумом температуры в декабре (8 °C), тёплый сезон — в августе—октябре с максимумом в сентябре (34 °C).

## Флора
Парк расположен на границе афротропической и палеарктической биогеографических зон. Растительность 600—800 км² мелководья включает Zostera noltei, Cymodocea nodosa и Halodule wrightii. Они являются закрепителями ила, производят кислород и являются убежищем для большого количества беспозвоночных, которые обеспечивают лучшую в Западной Африке кормовую базу для рыб. Растительность соляных побережий и островов солелюбивая и включает Sesuvium portulocastrum, Salsola baryosma, Salicornia senegalensis, Suaeda fruticosa и другие. Белые мангровые болота из Avicennia africana занимают 1400 га на побережье Иль-де-Тидра и 1700 га в заливе у мыса Тимирис. Они являются самыми северными манграми в восточной Атлантике.
За манграми наблюдаются болота из Spartina maritima, Ipomoea pes-caprae и Sporobolus virginicus. Материковая растительность — сахарская с небольшим количеством средиземноморской. На песчаных дюнах произрастают Stipagrostis pungens, Cornulaca monacantha, Euphorbia balsamifera и Calligonum comosum. Встречаются деревья — Acacia raddiana, Balanites aegyptiaca, Maerua crassifolia и Capparis decidua; травянистые растения — Panicum turgidum, Cassia italica, Pergularia tomentosa и Heliotropium bacciferum.

## Фауна
Берег содержит большое количество морского фитопланктона, который создаёт энергетическую базу для множества птиц и рыб. Встречаются тысячи крабов (лат. Uca tangeri), лат. Cardium edule и брюхоногих моллюсков. Из приблизительно семи миллионов ржанковых птиц, использующих Атлантический путь, примерно 30 % зимуют в парке Банк-д’Арген, что является их самой крупной в мире популяцией. Количество гнездящихся рыбоядных птиц составляет 15 видов. Зафиксировано не менее 249 видов птиц из афротропической и палеоарктической биогеографических зон.
Млекопитающие включают около 20 газелей-доркас (лат. Gazella dorcas), в основном на Иль-де-Тидра, шакалов (лат. Canis aureus), лат. Fennecus zerda, песчаную лисицу (лат. Vulpes rueppelli), барханную кошку (лат. Felis margarita), африканскую дикую кошку (лат. Felis lybica), генетту (лат. Genetta genetta), африканскую полосатую куницу (лат. Poecilogale albinucha), медоеда (лат. Mellivora capensis), полосатую гиену (лат. Hyaena hyaena). Парк содержит популяцию редчайших тюленей-монахов (лат. Monachus monachus), обитающих у мыса Бланк. Из морских млекопитающих встречаются западноафриканский дельфин (лат. Sousa teuszii), дельфин обыкновенный (лат. Delphinus delphis), лат. Steno bredanensis, афалину (лат. Tursiops truncatus), серый дельфин (лат. Grampus griseus) и косатка (лат. Orcinus orca). Также отмечены финвал (лат. Balaenoptera physalus) и морская свинья (лат. Phocoena phocoena).